# Metaphorura ellisi
Metaphorura ellisi is een springstaartensoort uit de familie van de Tullbergiidae. De wetenschappelijke naam van de soort is voor het eerst geldig gepubliceerd in 1985 door Simon.